# 田辺征夫
田辺（邉） 征夫（たなべ いくお、1944年（昭和19年）11月 - ）は、日本古代考古学者。元国立文化財機構奈良文化財研究所長、（公財）大阪府文化財センター理事長。現在は、（一般財）仏教美術協会理事長、（公財）元興寺文化財研究所長。

## 来歴・人物
三重県出身。中学2年生のときに甲陽学院中学校に編入し、1963年（昭和38年）3月に甲陽学院高等学校卒業（44回卒）。1968年（昭和43年）3月に慶應義塾大学文学部史学科卒業。京都大学大学院文学研究科修士課程中退。その後、奈良国立文化財研究所に勤める。途中、奈良市教育委員会社会教育部文化財課長、文化庁文化財保護部美術工芸課主任文化財調査官、東京国立博物館学芸部考古課長などを経験し、奈良国立文化財研究所平城宮跡発掘調査部長、独立行政法人文化財研究所奈良文化財研究所飛鳥藤原宮跡発掘調査部長、埋蔵文化財調査センター長、奈良文化財研究所長、独立行政法人国立文化財機構理事　奈良文化財研究所長、（公財）大阪府文化財センター理事長などを歴任した。
高校では考古学者高井悌三郎（甲陽学院教諭）主導で発掘を行う研究チームに所属しており、ここに考古学を志した原点があるという。

## 著書
- 平城京を掘る（吉川弘文館、1992）
- 発掘のロマン最前線（毎日新聞、1993）
- 遺跡が語る古代史（東京堂出版、1996）
- 平城京 街とくらし（東京堂出版、1997）

## 共編著
- （小野正敏・舘野和己・佐藤信共編）歴史考古学大辞典（吉川弘文館、2007）
- （佐藤信共編） 平城京の時代 （吉川弘文館、 2010）